# Список керівників держав 556 року
Список керівників держав 556 року — це перелік правителів країн світу 556 року.
Список керівників держав 555 року — 556 рік — Список керівників держав 557 року — Список керівників держав за роками

## Європа
- Айлех — Форггус мак Муйредах (534/536-566)
- Айргіалла — Деймін Дейм Аргат (? 514—565)
- Арморика — Теудр Великий (547—584)
- Герцогство Баварія — Гарібальд I (548/555—593/595)
- Брихейніог — Лліварх ап Рігенеу (540—580)
- Берніція — Іда (547-559)
- Бро-Гвенед (Бретонь) — Канао I (550-560)
- король вестготів — Атанагільд (554-567)
- Вессекс — Кінрік (534—560)
- Візантійська імперія — Юстиніан I (527—565)
- Королівство Гвент — Мейріг ап Теудріг (540—590)
- Королівство Гвінед — Рун ап Майлгун (547-580)
- Гепіди — Торисвінт (548-560)
- Дал Ріада — Габран мак Домангарт (538—558)
- Дівед — Кінгар (540—570)
- Думнонія — Костянтин ап Кадор (530—560)
- Ебраук — Еліффер Творець Великого війська (500—560)
- Елмет — Артуіс ап Масгвід (540—570)
- Ірландія — верховний король Діармайт мак Кербайлл (538/559-558)
- Кайр-Гвендолеу — Гвендолеу ап Кейдіо (550-573)
- Лазика — співцарі Цате II (555—562/570?)
- Король лангобардів — Алдуїн (546—566)
- Морганнуг — Кадок Мудрий (523—580)
- Мунстер — Кайрпре Кромм (542-579)
- Пік — Сауїл Зарозумілий (525—590), Дунотінґ (або Дунаут) — Дінод Міцний (525—595)
- Король піктів — Друст V (549/555—550/556); Галам Кенналеф I і одночасно Бруде I (556—586)
- Королівство Повіс — Яго ап Брохвейл (550-582)
- Регед Північний — Кінварх ап Мейрхіон (535-570); Південний — Елідір Лідануїн (535-560)
- Королівство Сассекс — Рікольф (544-567)
- Королівство свевів — Хараріх (550—558/559)
- Стратклайд — Тітагіал ап Клінох (540-580)
- Улад — Фергне мак Енгуссо Ібдайг (553-557)
- Уснех — Колман Мор (554-558)
- Франкське королівство:
  - Австразія — Хлотар I (555—561)
  - Суассонське королівство — Хлотар I (511—561)
  - Паризьке королівство — Хільдеберт I (511—558)
- Швеція — Адільс (520—575)
- Святий Престол — папа римський — Пелагій I (556-561)
- Константинопольський патріарх — Євтихій (552—565)

## Азія
- Близький Схід:
- Гассаніди — Аль-Харіс ібн Джабала (529—569)
- Лахміди — Амр III ібн аль-Мундір (554-569)
- Кавказька Албанія — марзпанство Персії (до 636)
- В'єтнам; Династія Рання Лі — Ч'єу В'єт Вионг (555-571)
- Індія:
  - Династія Вішнукундіна — Вікрамендра Варма II (555-572)
  - Західні Ганги — Дурвініта (495—535 або 579)
  - Пізні Гупти — Кумарагупта (550-560)
  - правитель ефталітів Торамана II (530/542—570)
  - володар держави ефталітів і алхон-гунів в Ганджхарі, Кашмірі і Пенджабі Праварасена (530—590)
  - Династія Майтрака — Дарапатта (550—556); Гухасена (556—570)
  - Раджарата — раджа Моггаллана II (540—560)
  - Чалук'я — Пулакешин I (543-566)
- Індонезія:
  - Тарума — Сур'яварман (535—561)
- Китай:
  - Туюхун (Тогон) — Муюн Куалюй (540—591)
  - Династія Західна Вей — Юань Ко (554-556). Падіння династії.
- Корея:
  - Когурьо — тхеван (король) Янвон (545-559)
  - Пекче — король Відок (554-598)
  - Сілла — ісагим (король) Чинхин Великий (540—576)
- Паган — король Хан Лонг (547-557)
- Персія:
  - Держава Сасанідів — шахіншах Хосров I Ануширван (531—579)
- Середня Азія — Тюркський каганат — Мукан-каган (553—572)
- Хим'яр — Абраха аль-Ашрам (536—570)
- Ченла — Бхававарман I (550—600)
- Японія — Імператор Кіммей (539—571)

## Африка
- Аксумське царство — Йоель (555-575)
- Преторіанська префектура Африки Візантійської імперії — Іоанн (552—558)
- Мавро-римське царство — Гармул (545-578)

## Північна Америка
- Мутульське царство — Вак-Чан-К'авііль (537-562)
- Баакульське царство — К'ан-Хой-Читам I (524/529-565)
- Шукуупське царство — Ці'-Б'алам (553-578)